# Antidepressiva
Antidepressiva (ook wel antidepressiemiddelen of stemmingsverbeteraars genoemd) zijn medicijnen die de symptomen van een depressie tegengaan.
Antidepressiva zijn geïndiceerd bij patiënten met een depressieve stoornis, vooral bij matig tot ernstige episoden. Daarnaast werken antidepressiva, anders dan de naam doet vermoeden, goed tegen angstklachten, bijvoorbeeld tegen paniekaanvallen, maar ook de generaliseerde angstklachten, obsessief-compulsieve klachten, posttraumatische stressstoornis en hypochondrie. Overigens zijn dagstructurering, activiteitenplanning, begeleide zelfhulp en voorlichting ook van belang bij de behandeling van depressieve klachten.
Hoewel wetenschappers nog steeds zoeken naar hoe antidepressiva werken, is een populaire theorie dat bij ernstige depressies de natuurlijke balans tussen bepaalde stoffen in de hersenen hersteld wordt, waardoor een nieuw chemisch evenwicht ontstaat en de klachten meestal stabiliseren. Het gaat daarbij om de zogenaamde neurotransmitters met name de stof serotonine. Patiënten worden minder somber en krijgen weer plezier en belangstelling voor de dingen om zich heen. Door anderen (onder anderen Irving Kirsch en Daniel Carlat) wordt deze uitleg bestreden: zij zeggen dat het feit dat neurotransmitterniveaus beïnvloed worden door medicijnen niet automatisch betekent dat de psychische aandoening ook door diezelfde neurotransmitters veroorzaakt wordt.
De middelen werken doorgaans, maar meestal laat verbetering even op zich wachten. In het algemeen gaan de medicijnen pas na twee tot vier weken werken.
Antidepressiva kunnen, met name door de doelgroep zelf, soms ook wel gezien worden als een "medicijn voor de omgeving". Depressief gedrag kan door de omgeving van de patiënt als hinderlijk en vervelend ervaren worden, door het gebruik van antidepressiva vermindert dit. Als de depressie wordt veroorzaakt door een vervelende of ingrijpende gebeurtenis (een reactieve depressie), is het voor de behandeling van die depressie minstens zo belangrijk om die oorzaak aan te pakken waar mogelijk. Ter illustratie: iemand die het slachtoffer is van stelselmatig pesten kan hierdoor in een ernstige depressie geraken. Door gebruik van antidepressiva kunnen de symptomen van zijn depressie weliswaar bestreden worden, maar de negatieve gevoelens die hij ervaart naar aanleiding van het pesten zullen niet verdwijnen, noch het gedrag dat er (mogelijk) aanleiding toe geeft. Zo kan de patiënt ook na zijn behandeling het mikpunt van pesterijen blijven als hij niet leert om met de pesters om te gaan of ze op een goede manier aan te spreken op hun gedrag.

## Gebruik
In Nederland worden steeds vaker antidepressiva voorgeschreven. In 2007 kregen 937.000 mensen in totaal 6,7 miljoen recepten tegen depressie voorgeschreven. Het aantal mensen dat antidepressiva gebruikt is sinds 1999 elk jaar met 6 procent gegroeid.

## Indicaties
Een antidepressivum (meervoud: antidepressiva) wordt vooral gebruikt om de symptomen van depressie te verminderen. Daarnaast kan deze groep medicijnen een gunstig effect hebben bij angststoornissen, zoals de paniekstoornis, de sociale fobie en de obsessieve-compulsieve stoornis.
Verder worden antidepressiva ingezet bij de behandeling van boulimia nervosa en PMDD (Premenstrual Dysphoric Disorder; een stemmingsstoornis die verband houdt met de menstruatiecyclus).

## Werking
Antidepressiva beïnvloeden de overdracht van prikkels tussen zenuwcellen door neurotransmitters, ook wel de neurotransmissie genoemd. De meeste antidepressiva zijn neurotransmitteragonisten die de beschikbaarheid van serotonine en/of noradrenaline in de hersenen verhogen. Na verloop van tijd treedt er bij depressies vaak een aanzienlijke verbetering op: patiënten krijgen weer meer plezier in het leven en de belangstelling voor de omgeving neemt toe. In het algemeen treedt het gewenste effect pas na twee tot vier weken op. 
Het is niet bekend hoe de anti-depressieve werking ontstaat. Recenter onderzoek laat zien dat de werking ook verband houdt met de afname van het aantal receptoren of de aanmaak van groeifactoren (met name BDNF), waardoor het neuron meer verbindingen maakt met andere neuronen. Tevens is inmiddels bekend dat depressie samenhangt met een verstoorde reactie op stress. Een belangrijke rol hierbij speelt het hormoon corticotrophin releasing hormone (CRH).

## Bijwerkingen
Aanvankelijk zijn het vooral bijwerkingen die op de voorgrond treden. Deze zijn afhankelijk van het gekozen middel en de individuele gevoeligheid. Voorbeelden zijn: droge mond, angst, maag-darmklachten, gejaagdheid en veranderingen in het slaappatroon. Er moet ook rekening gehouden worden met een tijdelijke toename van de suïcidaliteit, doordat de persoon al wel meer initiatief ontplooit, maar verbetering van de stemming nog op zich laat wachten. De meeste bijwerkingen verdwijnen na een tijdje of verminderen aanzienlijk. Ze kunnen echter ook aanleiding zijn om voortijdig met het middel te stoppen: circa 19 % staakt het gebruik binnen vier weken. Vaak zijn de kortetermijnbijwerkingen milder als de dosering langzaam wordt opgebouwd.

Bijwerkingen die op de lange termijn tot problemen kunnen leiden, zijn gewichtstoename en seksuele stoornissen. De seksuele stoornissen kenmerken zich door vertraging of uitblijven van het orgasme, verminderd libido en erectieproblemen. Het is helemaal niet ongebruikelijk om 2 of 3 verschillende middelen te proberen alvorens voldoende effect en verdraagzaamheid worden bereikt. Bij erectieproblemen kan een middel als sildenafil uitkomst bieden (of verwante medicatie).
Uit een groot langetermijnonderzoek, het Women's Health Initiative waarin 136.000 vrouwen werden gevolgd, blijkt dat onder de 5500 vrouwen uit dit onderzoek die een antidepressivum gebruikten significant meer sterfte voorkwam en meer beroertes dan onder diegenen die geen antidepressiva gebruikten. Het maakte daarbij niet uit of een selectieve serotonine heropnameremmer (SSRI) werd gebruikt of een tricyclisch antidepressivum, in beide gevallen was er ongeveer 2% per jaar extra risico.
Bij vrouwen die antidepressiva van het type SSRI gebruiken tijdens de zwangerschap, verdubbelt het risico op het krijgen van een kind met autisme. Met name in het tweede en het derde trimester van de zwangerschap is het risico verhoogd.

## Bijzonderheden
Als de medicamenteuze behandeling aanslaat, moet deze enkele maanden worden voortgezet om te voorkomen dat de klachten terugkomen. Bij recidiverende depressies (depressies die zich meer dan één keer voordoen) wordt aangeraden om (veel) langer medicatie te gebruiken.
Bij veel antidepressiva die langer dan drie weken worden gebruikt, kunnen er ontwenningsverschijnselen optreden wanneer de medicatie abrupt wordt gestaakt. In die gevallen wordt de dosering langzaam verminderd. Ook wanneer er wordt overgeschakeld naar een ander antidepressivum is het meestal noodzakelijk om eerst af te bouwen van de huidige medicatie. Soms is een langere “wash-out”-periode noodzakelijk, met name bij MAO-remmers.

## Groepen
Antidepressiva kunnen op verschillende manieren worden ingedeeld. Hier wordt uitgegaan van: heropnameremmers, MAO-remmers en een restgroep.

### Heropnameremmers
Heropnameremmers (Engels: reuptake inhibitors) verhinderen de normale werking van de transporter die de neurotransmitter terugpompt naar het neuron waaruit deze is vrijgekomen. Hierdoor neemt de concentratie van de transmitterstof in de synapsspleet toe. De werking hangt samen met het feit dat de receptoren van het postsynaptische neuron beter 'gevoed' blijven met de neurotransmitters. De oorzaak van een depressie hangt namelijk (vermoedelijk) samen met een tekort aan bepaalde neurotransmitters in de hersenen. Deze middelen zorgen dus dat dit tekort opgeheven wordt.
Onderscheiden kunnen worden:
- TCA's (Tricyclische antidepressiva) (zo genoemd vanwege hun chemische structuur) en aanverwante verbindingen, zijn oudere middelen die vrijwel allemaal in meer of mindere mate de heropname remmen van serotonine en noradrenaline (bijvoorbeeld amitriptyline, imipramine, clomipramine). Vergeleken met de modernere heropnameremmers (zie verder) hebben deze middelen een relatief ongunstig bijwerkingenprofiel en zijn ze niet selectief. Er is namelijk ook invloed op muscarine, histamine en adrenerge receptoren. Bij overdosering zijn ze ook gevaarlijker (cardiotoxisch). Het voordeel is echter dat er in de loop der jaren veel ervaring mee is opgedaan. Daarnaast zijn ze waarschijnlijk effectiever dan antidepressiva die de heropname remmen van slechts één neurotransmitter.
- SSRI’s (Selective Serotonine Reuptake Inhibitors) remmen de heropname van serotonine (bijvoorbeeld citalopram, fluoxetine, en paroxetine). SSRI's beïnvloeden de plasmaconcentratie van andere geneesmiddelen door leverenzyminductie.
- NRI's (Noradrenaline Reuptake Inhibitors) remmen de heropname van noradrenaline. Voorbeelden zijn reboxetine (Edronax® in België) en nortriptyline (Nortrilen® in Nederland en België) die tot de TCA's behoort, maar niettemin een zeer hoge noradrenerge selectiviteit vertoont.
- SNRI’s (Serotonine Noradrenaline Reuptake Inhibitors) remmen de heropname van zowel serotonine als noradrenaline (bijvoorbeeld venlafaxine in hogere doseringen). Omdat SNRI's, evenals de meeste TCA's, op twee neurotransmitters werken, worden ze ook wel "dual reuptake inhibitors" genoemd.
- NDRI’s (Noradrenaline-dopamine reuptake inhibitors) remmen de heropname van noradrenaline en dopamine. De belangrijkste vertegenwoordiger is bupropion. Dit middel wordt ook gebruikt om het stoppen met roken te vergemakkelijken. Als antidepressivum is het recentelijk geregistreerd.

### MAO-remmers
Mono-Amino Oxydase remmers verminderen de werking van het MAO-enzym. Hierdoor wordt de afbraak van serotonine, noradrenaline en dopamine vertraagd, waardoor de concentratie van deze transmitterstoffen stijgt. Men onderscheidt:
- niet-selectieve en irreversibele remmers van mono-amineoxydase (bijvoorbeeld tranylcypromine). Dit soort geneesmiddelen kan ernstige bijwerkingen hebben. Er kan bijvoorbeeld het 'cheese'-effect optreden, waarbij tyramine (dat onder andere in salami, banaan, chocolade, bepaalde soorten oude of zachte kaas en in rode wijn voorkomt) bij volledige remming van het MAO niet meer kan worden afgebroken en dit veroorzaakt bij concentratie ernstige bloeddrukverhoging.
- reversible MAO-A remmers (RIMA's) (bijvoorbeeld moclobemide)

### Overige middelen
- NaSSA’s Een "Noradrenerg Specifiek Serotonerg Antidepressivum" verhoogt de beschikbaarheid van noradrenaline en serotonine, onder meer door blokkade van de autoreceptor voor noradrenaline (bijvoorbeeld mirtazapine).
- niet-TCA's (Niet-tricyclische antidepressiva), Groep van medicijnen met een werking die deels lijkt op die van TCA's en deels op die van de SSRI's (bijvoorbeeld mirtazapine, mianserine en trazodon.
- Agomelatine Een nieuw middel dat in Nederland recent is toegelaten. Het is verkrijgbaar onder de merknaam Valdoxan.[8] Het bijzondere is dat het ook de melatoninereceptor beïnvloedt (als agonist).
- Sint-Janskruid (of Hypericum perforatum) is een natuurlijk preparaat waarvan de werkzaamheid is aangetoond bij depressies.[9] Het wordt goed verdragen en is zonder recept te verkrijgen. Dat betekent overigens niet dat Sint-Janskruid geen kwaad kan. De effecten van andere medicijnen (onder andere orale anticonceptiva) kunnen erdoor verminderen. Het middel mag niet gecombineerd worden met andere antidepressiva.
- S-adenosyl-methionine (SAMe)[10] is een aminozuur dat in hoge doseringen een antidepressieve werking vertoont, die vergelijkbaar is met die van reguliere antidepressiva. Het werkt erg snel: wanneer het aanslaat is de antidepressieve werking binnen enkele dagen tot een week merkbaar. De bijwerkingen zijn hoofdpijn, rusteloosheid, slapeloosheid en diarree. De rol van het middel in de reguliere geneeskunde is nog onzeker, mede door de slechte kwaliteit van de onderzoeken.[11][12][13][14][15]
- Lithium(carbonaat), een zout van lithium en carbonaat. Wordt vooral gebruikt bij een bipolaire stoornis.

### Middelen in onderzoek
Anno 2008 wordt onderzoek verricht naar een nieuwe groep middelen: de "triple reuptake inhibitors" (later wellicht bekend als TRIs). Zij remmen de heropname van serotonine, noradrenaline en dopamine. Men verwacht van deze middelen een hogere effectiviteit en minder bijwerkingen (met name seksuele stoornissen). Deze middelen zijn anno 2008 nog in onderzoek en daarom op dat moment nog niet beschikbaar. Ze hebben voorlopige namen als PRC200-SS en JNJ-7925476.
Onderzoek naar de relatie tussen stress en depressie leverde nog een nieuwe groep middelen op: de CRH-1-receptorantagonisten.

## Alleen effectief bij zeer ernstige depressie
In januari 2008 meldden Amerikaanse onderzoekers, Turner en collega's, dat de effectiviteit van 12 antidepressiva overdreven was, omdat studies met negatieve of twijfelachtige resultaten niet gepubliceerd waren.
Na een meta-analyse van circa 50 studies, op basis van gegevens die aan de FDA waren geleverd, concludeerden Kirsch en collega's dat de nieuwe generatie antidepressiva (fluoxetine, venlafaxine, nefazodone en paroxetine) geen significante, klinische verbeteringen opleverden bij patiënten met matige tot zeer ernstige depressie. Alleen de zwaarst depressieve patiënten toonden significante, klinische verbeteringen. Volgens de onderzoekers kan dit worden toegeschreven aan een verminderde gevoeligheid voor het placebo-effect van deze groep en niet een grotere gevoeligheid voor de medicatie. Op basis van deze resultaten concludeerden de onderzoekers dat er weinig reden is om deze nieuwe generatie antidepressiva voor te schrijven aan depressieve patiënten, uitgezonderd de allerzwaarste gevallen of wanneer alternatieve behandelmethoden ineffectief zijn gebleken.

## Tot slot
Meestal worden antidepressiva voorgeschreven in combinatie met een vorm van psychotherapie. Het komt voor dat er niet of onvoldoende gereageerd wordt op het eerste middel. In dat geval wordt er overgeschakeld op een antidepressivum uit een andere groep. Werkt dat ook niet, dan wordt er vaak lithium toegevoegd. Wanneer ook dan een bevredigend effect uitblijft, wordt meestal een irreversibele MAO-remmer voorgeschreven. In sommige gevallen blijkt ook dan dat de depressieve klachten niet (voldoende) verminderen. Doorgaans wordt dan overgegaan op ECT (elektroconvulsietherapie).
Naast het voorschrijven van antidepressiva dient er aandacht geschonken te worden aan psychosociale factoren, voor zover deze een oorzakelijke of onderhoudende rol spelen. De behandeling van depressies kan namelijk nooit beperkt blijven tot enkel een biologische aanpak.